# Списак политичких странака у Црној Гори

## Тренутне партије

### Парламентарне странке
| Име | Име                             | Скраћеница | Идеологија                   | Вођа               | Скупштина Црне Горе |
| --- | ------------------------------- | ---------- | ---------------------------- | ------------------ | ------------------- |
|     | Европа сад!                     | ПЕС        | Анти-корупција               | Милојко Спајић     | 20 / 81             |
|     | Демократска партија социјалиста | ДПС        | Популизам Социјалдемократија | Данијел Живковић   | 17 / 81             |
|     | Нова српска демократија         | НСД        | Национални конзервативизам   | Андрија Мандић     | 9 / 81              |
|     | Демократска Црна Гора           | ДЦГ        | Конзервативни либерализам    | Алекса Бечић       | 7 / 81              |
|     | Бошњачка странка                | БС         | Бошњачка мањинска права      | Ервин Ибрахимовић  | 6 / 81              |
|     | Демократска народна партија     | ДНП        | Социјални конзервативизам    | Милан Кнежевић     | 4 / 81              |
|     | Уједињена реформска акција      | УРА        | Зелени либерализам           | Дритан Абазовић    | 4 / 81              |
|     | Социјалдемократе Црне Горе      | СД         | Социјалдемократија           | Дамир Шеховић      | 3 / 81              |
|     | Социјалистичка народна партија  | СНП        | Социјалдемократија           | Владимир Јоковић   | 2 / 81              |
|     | Албанска Алтернатива            | ASh/AA     | Албанска мањинска права      | Ник Ђељошај        | 2 / 81              |
|     | Уједињена Црна Гора             | УЦГ        | Културни конзервативизам     | Горан Даниловић    | 1 / 81              |
|     | Савез грађана "Цивис"           | Цивис      | Либерализам                  | Срђан Павићевић    | 1 / 81              |
|     | Демократска партија             | PD/DP      | Албанска мањинска права      | Фатмир Ђека        | 1 / 81              |
|     | Нова демократска снага          | FORCA      | Албанска мањинска права      | Назиф Цунгу        | 1 / 81              |
|     | Демократска унија Албанаца      | UDSh/DUA   | Албанска мањинска права      | Мехмет Зенка       | 1 / 81              |
|     | Хрватска грађанска иницијатива  | ХГИ        | Хрватска мањинска права      | Адријан Вуксановић | 1 / 81              |

### Ванпарламентарне странке
- Демократска српска странка (ДСС) - Драгица Перовић
- Демократска странка јединства (ДСЈ) - Небојша Јушковић
- Југословенска комунистичка партија Црне Горе (ЈКП) - Зоран Радошевић
- Отаџбинска српска странка (ОСС) - Александар Стаматовић
- Српска листа (СЛ) - Добрило Дедеић
- Српска радикална странка (СРС) - Илија Дармановић
- Странка српских радикала (ССР) - Душко Секулић
- Црногорска странка (ЦС) - Владимир Павићевић

- Народни покрет Црне Горе (НПЦГ) - Миодраг Давидовић

## Партије националних мањина

### Партије албанске мањине

#### Парламентарне
- Нова демократска снага (ФОРЦА) - Генци Ниманбегу
- Албанска Алтернатива (АА) - Ник Ђељошај

#### Ванпарламентарне
- Демократски савез у Црној Гори (ДСЦГ) - Мехмет Бардхи
- Демократска унија Албанаца (ДУА) - Ферхат Диноша
- Покрет демократског просперитета (ПДП) -

### Партије бошњачке мањине

#### Парламентарна
- Бошњачка странка (БС) - Рафет Хусовић

#### Ванпарламентарне
- Бошњачка демократска заједница у Црној Гори
- Бошњачки савез Црне Горе

### Парламентарна партија хрватске мањине
- Хрватска грађанска иницијатива (ХГИ) - Адријан Вуксановић
- Хрватска реформска странка (ХРС) - Марија Вучиновић

## Бивше партије
- Демократска странка (ДС)
- Демократска странка Црне Горе (ДСЦГ)
- Демократски центар Боке (ДЦБ)
- Демохришћанска православна странка (ДПС)
- Интернационална демократска унија (ИДУ)
- Југословенски комунисти Црне Горе (ЈКЦГ)
- Југословенска левица у Црној Гори (ЈУЛ ЦГ)
- Југословенска народна странка (ЈНС)
- Либерални савез Црне Горе (ЛСЦГ)
- Народна демократска странка (НДС)
- Народна социјалистичка странка Црне Горе (НСС ЦГ)
- Отаџбинска странка (ОС)
- Покрет за Пљевља (ПЗП)
- Савез комуниста Југославије - Комунисти Црне Горе (СКЈ-КЦГ)
- Савез комуниста Црне Горе (СКЦГ)
- Социјалдемократска партија реформиста (СДПР)
- Социјалистичка партија Црне Горе (СП ЦГ)
- Српска демократска странка Црне Горе (СДС ЦГ)
- Српска народна обнова за Црну Гору и Херцеговину (СНО ЦГХ)
- Српска народна радикална странка Црне Горе (СНРС ЦГ)
- Српска народна странка (СНС)
- Српска саборна странка (ССС)
- Српска странка (Црна Гора, 2000) (СС)
- Српска странка (Црна Гора, 2016) (СС)
- Српски отаџбински покрет (СОП)
- Српски клуб (Црна Гора) (СК)
- Странка демократске акције Црне Горе (СДАЦГ)
- Странка српског јединства за Црну Гору (ССЈ ЦГ)
- Црногорски федералистички покрет (ЦФП)

### Краљевина СХС/Југославија
- Демократска странка
- Народна радикална странка
- Црногорска федералистичка странка
- Комунистичка партија Југославије
- Земљорадничка странка
- Југословенска радикална заједница

### Књажевина и Краљевина Црна Гора
- Народна странка
- Права народна странка

### У аустроугарској Боки, до 1918. године
- Народна странка (Далмација)
- Српска народна странка (Приморје)

### У областима под турском влашћу, до 1912. године
- Српска демократска лига